# بولين إستر
بولين إستر (بالفرنسية: Pauline Ester)‏ هي مغنية فرنسية، ولدت في 18 ديسمبر 1963 في تولوز في فرنسا.

## وصلات خارجية
- الموقع الرسمي
- بولين إستر على موقع IMDb (الإنجليزية)
- بولين إستر على موقع ميوزك برينز (الإنجليزية)
- بولين إستر على موقع ديسكوغز (الإنجليزية)